# 台灣日治時期排泄物處理系統
台灣日治時期排泄物處理系統，是在台灣日治時期時，日本政府針對台灣當地的風土病以及整體衛生狀況，制定公共衛生政策的一環。

## 台灣日治初期的衛生習慣
早期台灣人的家中大多沒有自己的廁所，人們往往在城裡或街庄的路中設立公共廁所，或是直接在街路空地處挖一個坑，坑中埋一個木桶，上跨兩條木板，供如廁時採用，這種廁所的優點是農人可以將木桶裡的糞便用來施肥。在鄉下，更常見的是人畜共廁，在豬舍的豬糞槽上，架一個板子當作簡單的便所使用。以上所說廁所，都是男子上大號時所使用，以前的台灣婦女因為裹小腳，洗澡、如廁等隱私的事情會在房間完成，因此會在床和牆壁之間空出一個可容納兩人左右的空間，用布簾加以遮蓋，這空間就被俗稱為「屎尿巷」，用來放置尿桶、屎桶。因為在房內如廁，又不天天處理，往往造成房內潮濕且充滿惡臭，且因屎尿桶就放置在床邊，不時會發生在床上爬玩的嬰兒，不小心跌入屎尿桶淹死的事件。

## 官方公衛政策的推行
日本殖民政府治理台灣初期，認為台灣整體衛生環境十分髒亂，由近衛師團的軍醫部發行的《征台衛生彙報》中記錄著台灣的衛生環境:
    「市街不潔，人畜排泄物在街上到處溢流，被亂跑的豬隻掃食，家屋為防土匪的攻擊，幾乎都沒窗戶，因此通風、採光皆不良，造成陰暗多晦氣，又犬、雞、豬和人雜   居，其糞便臭氣充滿屋內各戶又將汙水隨意排至屋外造成庭院各出積有汙水，且婦女們取用混濁的溪流、水塘當飲用水，並利用來洗衣、洗菜、洗廚具。而台北城、台南城街道兩側汙水滯留，發出惡臭，因此城內外皆惡臭沖鼻，使人噁心。」
除了台灣人的衛生習慣，日治初期台灣的各式疾病如傷寒、鼠疫、霍亂等疾病在台灣橫行，在這些風土病的侵擾與威脅下，日本殖民政府展開一連串防疫措施，企圖改善環境衛生，取締隨地大小便、便所的興建、污物處理便是公共衛生政策的其中一環。 

### 廁所的興建
日本殖民政府為了推行公共衛生政策，頒布許多法令、訂定市區改正計畫，以「台灣下水規則」、「台灣給水規則」、「台灣家屋建築規則」、「大清潔法」、「台灣污物掃除規則」等來配合政策進行，決心要改變台灣人的衛生習慣，在都市方面成功達到成效，尤其是台北市。但隨地大小便的習慣仍然存於鄉間，其原因除了法令在鄉間是否確實推行外，還有賴於便所的普及程度。 日本殖民政府發現公共廁所無法滿足所有人的需求，於是開始推行個人廁所，並在1901年制定「台灣家屋建築規則」後，經過多次修訂，明確要求每戶居民必須在家中設置個人廁所，期望藉此改善衛生的惡習。然而礙於民眾的經濟能力，個人便所在城市推行較順利，鄉間地區仍多保持原樣。

### 汙物的處理
除了必須面對便所興建的困難以外，還必須解決垃圾與汙物的問題，日本殖民政府設立衛生組合，督促人民掃除、處理自家區域的垃圾外，也會僱人來做屎尿汲取、搬運的工作。由於這些屎尿可以用來施肥有利可圖，許多屎尿承包商出現，並透過招標獲得屎尿汲取、搬運的權力。 承包商在招標成功後，會將汲取屎尿的汲取、搬運工作發包給搬運人伕，由於承包商主要的利益來源在屎尿販賣，使得承包商不關心屎尿汲取、搬運的過程，人伕用來搬運的木桶常破舊不堪，造成在搬運屎尿時，經常灑得滿街都是，另外，搬運人伕經常不按時至各家挑糞，在雨季時節，因農人無法施肥，屎尿銷路不好，搬運人伕也就怠於工作；相反地，如果是在農房期間急需施肥時，又會發生有人冒充搬運人伕到各戶偷糞的情況。由於大大小小的承包商使得屎尿處理的管理工作不易追訴責任，到了日治後期，為了更好的監督與管理，負責屎尿的掃除工作從承包商被移交到市政府手上，有效改善承包制的弊病 。

## 民間反應
民間對於日本殖民政府推行屎尿污物處理工作、廁所興建工作有不同評價，在屎尿直營方面，由於只要由政府單方面雇用人力處理汙物，被民眾視為便民的政策；在廁所興建方面，建造工作遠遠不如預期，獎勵興建個人廁所的工作也成效不彰，被民眾認為是擾民，當時一般人認為在房間放置使尿桶如廁最方便，且興建廁所往往需要花上一大筆錢，因此人民配合的意願不高。

## 影響
在推行廁所興建和污物處理等公衛政策後，各式疾病(尤其是傷寒)逐漸受到控制，在日治後期，傷寒已經成為在台日人死亡的主要原因之一，最特別的是傷寒患者數一直都是日本人多於台灣人，這種現象一直到1932、1933年(昭和7、8年)，因為台灣罹患人數增加(並非日人罹患人數減少)，才使情況改觀。傷寒病毒的傳染途徑是口糞傳染，台灣民眾沒有妥善處理排泄物的觀念，經常隨意將排泄物傾倒河邊、水源地造成汙染，加上日人飲食習慣(喜食生食)，因此造成日人染上傷寒人數居高不下的原因。
在這種情況下，日本殖民政府加快興建公共衛生設施，引進新式廁所技術，加強宣導改善台灣人的衛生習慣、向日人推行熟食。但在引進新式廁所技術方面，礙於經費問題，直到戰後前的統計數字顯示，台北市僅有十分之一的居民家中擁有改良式的廁所，其他都市比率更低。